# Letni Puchar Świata w narciarstwie alpejskim 2019
Sezon 2019 Letniego Pucharu Świata w narciarstwie alpejskim rozpoczął się 15 czerwca 2019 w austriackim Rettenbach. Ostatnie zawody z tego cyklu w obecnym sezonie zostały rozegrane w dniach 12–15 września tego samego roku we włoskiej miejscowości Schilpario. Przeprowadzono 15 konkursów dla kobiet i dla mężczyzn.

## Letni Puchar Świata w narciarstwie alpejskim kobiet
Wśród kobiet letniego pucharu świata z sezonu 2018 broniła Austriaczka Kristin Hetfleisch. Tym razem triumfowała jej rodaczka Jacqueline Gerlach.
W poszczególnych klasyfikacjach triumfowały, a właściwie triumfowała:
- slalom:  Jacqueline Gerlach
- gigant:  Jacqueline Gerlach
- supergigant:  Jacqueline Gerlach
- superkombinacja:  Jacqueline Gerlach

## Letni Puchar Świata w narciarstwie alpejskim mężczyzn
Wśród mężczyzn letniego pucharu świata z sezonu 2018 bronił Włoch Edoardo Frau. W tej edycji triumfował reprezentant Czech Martin Barták.
W poszczególnych klasyfikacjach triumfowali:
- slalom:  Lorenzo Gritti
- gigant:  Martin Barták
- supergigant:  Martin Barták
- superkombinacja:  Martin Barták